# Denys Rinpoché
Pour les articles homonymes, voir Dhondup.
 (mars 2020).
Si vous disposez d'ouvrages ou d'articles de référence ou si vous connaissez des sites web de qualité traitant du thème abordé ici, merci de compléter l'article en donnant les références utiles à sa vérifiabilité et en les liant à la section « Notes et références ».
Rinpoché
- -
Lama Denys Teundroup Rinpoché né le 3 avril 1949, est un maître bouddhiste français de la tradition kagyüpa du bouddhisme tibétain. Principal héritier occidental de Kalou Rinpoché, il est fondateur et supérieur du Sangha Dashang Rimay, une communauté bouddhiste devenue congrégation. Il œuvre aujourd'hui à la transmission de la tradition du Bouddha en France, en particulier dans sa filiation Shangpa Kagyü, Mahâmudrâ et Dzogchen. Il est l'auteur de traductions de textes traditionnels et dirige aujourd'hui, suivant les instructions de Kalou Rinpoché, la traduction française du Trésor des Connaissances, la grande encyclopédie du Dharma compilée au XIXe siècle par Jamgön Kongtrül Lodrö Thayé. Il participe activement au dialogue inter-religieux et est à l'initiative de rencontres inter-traditions.

## Biographie
Lama Denys naît au sein d’une famille chrétienne non pratiquante. La large ouverture d’esprit de sa famille lui permet rapidement de laisser libre cours à une quête personnelle nourrie de nombreux ouvrages, parmi lesquels les œuvres de René Guénon tiennent une place de choix. Il découvre une démarche qui pose les repères fondamentaux jalonnant un parcours traditionnel, et définit les éléments constitutifs d’un cheminement spirituel. 
Le film d’Arnaud Desjardins Le Message des Tibétains renforce son intérêt pour la voie bouddhiste tibétaine, dont il pressent la complétude, la vitalité et la capacité à dépasser les formulations dans une expérience libératrice. En 1968, souhaitant rencontrer des témoins vivants de l’enseignement du Bouddha, il décide de partir à la rencontre des maîtres et yogis tibétains et gagne l’Inde, après avoir passé son baccalauréat.

### Études et découverte de Kalou Rinpoché
C’est à Sonada, au nord de l’Inde, qu’il rencontre Kalu Rangjung Künchab (Kalou Rinpoché, 1904-1989), maître spirituel tibétain unanimement reconnu et vénéré par toutes les écoles. La rencontre va orienter la vie du jeune Denys. Même s’il ne comprend pas encore la langue tibétaine, une communication de cœur à cœur s’instaure entre le maître et son disciple, qui va nourrir de longues années de formation traditionnelle, et faire de Denys le plus ancien disciple occidental de Kalou Rinpoché. De retour en France, il entreprend des études de médecine, de philosophie, de sciences humaines, mais aussi de tibétain à l’École Nationale des Langues Orientales Vivantes. En 1970, il rencontre en Écosse Chögyam Trungpa Rinpoché (1940-1987) qui allait devenir célèbre pour sa présentation des enseignements du Bouddha sous une forme adaptée au grand public occidental. Il tisse avec lui une profonde connexion spirituelle qui demeurera vivante tout au long de son cheminement.
En 1970, ses diplômes d’études universitaires générales en poche, il décide de s’installer en Inde. Il étudie le sanskrit à la Sanskrit University de Bénarès tout en améliorant sa connaissance du tibétain, avant de rejoindre le département d’études tibétaines à l'Université Vishvabhârati, fondée au Bengale par Rabîndranâth Tagore. Étudiant, il vit à Sonada, où il reçoit de Kalou Rinpoché nombre de transmissions, initiations et instructions, dont celles de la Mahâmudrâ et du Dzogchen sur la nature essentielle de l’esprit, cœur de l’enseignement du Bouddha. Il effectue plusieurs retraites solitaires, et son maître ne cesse alors de l’encourager à étudier et à pratiquer avec énergie. Il réussit à concilier sa formation traditionnelle et son cursus universitaire en devenant diplômé en études indo-tibétaines. Fidèle à l'esprit Rimay, dont Kalou Rinpoché était l'un des plus grands représentants, il reçoit les plus importantes initiations, transmissions et instructions de grands maîtres d'autres écoles, dont le  14e dalaï-lama, le 16e karmapa, Düjom Rinpoché, Dilgo Khyentsé Rinpoché, Chobgyé Tri Rinpoché, Sakya Trizin Rinpoché, Kangyur Rinpoché et Chatral Rinpoché.[réf. souhaitée]

### Retour en France et développement de la pratique
Dès 1971, à la faveur des voyages que Kalou Rinpoché fait en Europe, Denys Rinpoché devient son interprète et participe à ses côtés à la création de centres du Dharma et du premier centre en Occident pour la traditionnelle retraite de trois ans et trois mois (Losum Chosum) à La Boulaye en Saône-et-Loire. Denys Rinpoché y entre en retraite le 5 décembre 1976 pour compléter sa formation traditionnelle. Il reçoit de son maître la totalité de la transmission Shangpa et durant ces années de pratique approfondit expériences et réalisations. Lorsqu’il en ressort à l’âge de 31 ans, il reçoit le nom tibétain de « Lama Denys Töndrup Gyaltsen », et son maître lui confie la direction spirituelle de Karma Ling, un institut pour l’étude et la pratique des enseignements du Bouddha, niché au cœur d’une vallée savoyarde, là où naguère priait une communauté de chartreux. 

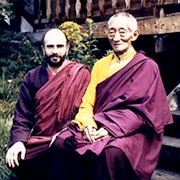
Kalou Rinpoché et Lama Denys à l'Institut Shangpa Karmaling en Savoie

En 1984, Kalou Rinpoché investit formellement Lama Denys du pouvoir d’enseigner et de transmettre la tradition du Vajrayâna, en le désignant vajrâcarya soit « maître du Vajrayâna ». Il devient ainsi le premier Occidental habilité à diriger des retraites de trois ans — la première à se dérouler à Karma Ling débute en 1985.
Sa profonde expérience spirituelle, sa capacité à transmettre le cœur et l’esprit du Dharma dans l’environnement culturel et intellectuel occidental contemporain, alliée à sa double formation — traditionnelle et universitaire — font de Denys Rinpoché un acteur important[réf. nécessaire]de la rencontre Orient-Occident. Il enseigne d'ailleurs dans le monde entier, et joue un rôle marqué dans de nombreuses initiatives en faveur de la rencontre des traditions et de l’émergence d’une culture de paix et de non-violence.
En 1994, Rimay est reconnue comme congrégation par l’État français, et Denys Rinpoché est investi par Chamgön Khentin Tai Situ Rinpoché (l’un des quatre régents de l’école Karma-Kagyü) « Lama Rinpoché », représentant des écoles kagyüpa en Europe et supérieur de Rimay.
Longtemps président de l’Union bouddhiste européenne,[Quand ?]Denys Rinpoché est un des membres fondateurs du Shangpa Network, qui réunit tous les détenteurs et lamas de la lignée Shangpa Kagyü et de la Fondation Shangpa, créée en 2016 dont l’objectif est la préservation et la transmission des enseignements de cette lignée.
En 2016, Denys Rinpoché crée la fondation Dharma qui a pour but de faire vivre un institut bouddhiste permettant l’étude, la pratique et l’intégration de tout l’enseignement du Bouddha dans des parcours adaptés aux réceptivités et motivations de chacun.
Depuis plus de trente-cinq ans, Denys Rinpoché œuvre à la convergence des courants humanistes d’Orient et d’Occident et a initié de grandes rencontres inter-traditions et pluridisciplinaires, telles que la « rencontre des traditions du monde » en 1997, et les rencontres « Écologie & spiritualité » en 2007, « Économie et Spiritualité » en 2012 et « Humanisme & Mindfulness » en 2015.
En 2012, revenant aux origines aculturelles et atemporelles de la tradition du Bouddha, il lance un programme de mindfulness-pleine présence (expression qu'il préfère à « pleine conscience », et fonde l’Altruistic Open Mindfulness, qui promeut la transmission d’un humanisme intégral dans la société occidentale et contemporaine.

### Traduction
- 3e karmapa, Les souhaits de Mahamudra, le sens définitif des enseignements, traduction révisée par le Comité Lotsawa, ed. Prajna, Institut Karma Ling, 1990.
- Dezhung Rinpoché, Le Flambeau de la Voie de la Libération, Editions Rimay, 2014.
- Jamgön Kongtrül Lodrö Thayé, La grande voie d’éveil, Editions Rimay, 2015.
- Gampopa Sönam Rinchen, La précieuse guirlande de la voie sublime, Editions Rimay, 2016.